# Мясников, Валерий Владимирович
Вале́рий Влади́мирович Мяснико́в (род. 9 июля 1991, Лобня, Московская область, Россия) — российский боец смешанных единоборств. Мастер спорта по боксу и рукопашному бою. Финалист Всероссийского турнира по любительскому ММА «Ведай, Воюй, Владей» Санкт-Петербург (2011 г.). Победитель международного турнира по боксу класса «А» (Самара, 2011 г.), чемпион спартакиады МВД России по боксу среди сотрудников органов внутренних дел и студентов юридических институтов и школ России (2011—2013 гг.), победитель и призёр различных всероссийских и международных турниров по боксу; чемпион среди учащихся вузов МВД России по рукопашному бою (2011 г.), призёр турнира среди учащихся вузов МВД России по рукопашному бою (2009 г.). Чемпион Москвы по рукопашному бою 2010 г.

## Школьные годы
В секцию бокса 8-летнего Валерия привел отец, сам когда-то занимавшийся дзюдо. Это была единственная секция боевых единоборств в Лобне, тренер и Мясников-старший знали друг друга. И хотя тренировки и спортивный режим были довольно жесткими, повзрослевший Валерий с благодарностью вспоминает своего первого наставника — Голикова Бориса Александровича. Он также по достоинству оценивает поддержку родителей, которые сумели убедить подростка в необходимости занятий спортом.
В школе учился на «четверки» и «пятерки», но примерным поведением не отличался, при этом умел постоять за себя, дать отпор более старшим и, соответственно, более сильным. В школе в средних классах начал тренироваться в Москве и ездил от Лобни на электричках, там же учил уроки и обедал. Параллельно с боксом начал заниматься кикбоксингом, осваивая ударную технику ногами.

## Единоборства в вузе
Благодаря кикбоксингу состоялось знакомство с другим известным бойцом ММА Сергеем Хандожко: «Когда подавал документы в университет, познакомился с Сергеем Хандожко. У него майка была „кикбоксинг“, я понял — мой персонаж. Думаю, подойду, познакомлюсь, спрошу: „Выступаешь?“ Если он понятия не имеет, думаю, оглушу немного его. Нормальный тип оказался, и мы с ним как-то скорешились и буквально в первый же месяц обучения мы поехали на соревнования по рукопашному бою от университета».
В это же время познакомился с Ренатом Булыкиным. Продолжил выступления по рукопашному бою и боксу на турнирах различного уровня: становится победителем международного турнира по боксу класса «А» (Самара, 2011Г.) и чемпионом спартакиады МВД России по боксу среди сотрудников органов внутренних дел и студентов юридических институтов и школ России (2011—2013 гг.); поднимается на ступени, в том числе и первые, пьедестала на различных турнирах по боксу в России и за рубежом; выигрывает и становится призёром чемпионатов Москвы и России; чемпион (2011 г.) и призёр (2009) соревнований среди учащихся вузов МВД России по рукопашному бою; призёр международного чемпионата по рукопашному бою «Русский богатырь» (2011 г.).
В конце второго курса, по словам Валерия, «образовался некий застой в соревнованиях, и поступило предложение попробовать свои силы в ММA, провести первый бой. Это было волнительно и интересно одновременно, но я согласился и начал тренироваться». В качестве любителя по ММА в ноябре 2011 года В. Мясников выступил на открытом всероссийском турнире по реалистичным боям «Ведай, Воюй, Владей» (Санкт-Петербург), где занял второе место (2 боя, 2 победы).
Одновременно с тренировками и выступлениями начал заниматься тренерской деятельностью и по окончании вуза в 2014 году совместно с товарищем открыл секцию по единоборствам в Подмосковье.

## Профессиональная карьера
Первый профессиональный бой состоялся в мае 2011 года, где Валерий Мясников нокаутировал Максима Булахтина в конце третьей минуты первого раунда.
Валерий Мясников тренируется со старшим тренером КСЕ «Р. О.Д. Ъ.» Александром Сидориным по ударной технике. Помимо тренировок, работал с психологом по практическим вопросам (улучшение внимания, реакции, скорость реакции, периферическое зрение, дыхание) и коучингу.
Наиболее тяжёлым считает свой третий бой на турнире по смешанным единоборствам в Воронеже (январь 2012 г.) с Владимиром Семеновым (Волгоград). Бойцы провели три раунда, в первом Мясников дважды отправлял оппонента в нокдаун, но и сам напропускал так, «что дальше не помнил даже происходящего в ринге. Мы тогда нормально помордовали друг друга, и по судейскому решению победу отдали мне».
В активе бойца две победы с интервалом в две недели: 13 октября 2012 года на турнире ProFC 42, о котором узнал за день до поединка, В. Мясников уже в первом раунде расправляется со своим соперником, а 27 октября на VCR Overtime 1 тоже в первом раунде нокаутирует другого.

## Бой соШтефаном Пютцем
На турнире M-1 Challenge 54/ACB 12 Валерий Мясников провел поединок с немецким бойцом Штефаном Пютцем за титул в полутяжелом весе. В первом раунде Мясников был быстрее своего соперника, больше атаковал, провел несколько хороших попаданий руками в голову, но впоследствии, сказались габариты немца. Как признается сам Мясников в категорию до 93 кг ему практически не требовалось гонять вес, в то время как соперник между боями мог весить до 110 кг при росте 198 см. Во втором раунде Пютц перевел Мясникова в партер и одержал победу техническим нокаутом. Этот бой и другие поединки Валерия Мясникова в лиге М-1 можно посмотреть в архиве телеканала M-1 Global TV.

## Титулы и достижения
- Мастер спорта по боксу
- Мастер спорта по рукопашному бою
- Чемпион Москвы по боксу
- Чемпион МВД России по боксу в 2012 году
- Чемпион МВД России по рукопашному бою в 2013 году

## Дополнительная информация
Посещает семинары и мастер-классы по спортивной травматологии и методикам тренировок, изучает спорт и единоборства с научных позиций. Увлекается рисованием, любит баню и путешествия, имеет высшее экономическое образование по специальности налоги и налогообложение. На спине имеет татуировку Vivere est militare (в пер. с лат. Жить — значит бороться). Прозвище «Русский молот» получил от одноклубников, которые говорили, что Валерий бьет, как молот.

## Личностная характеристика
Несмотря на агрессивный образ, в обычной жизни боец отличается спокойным характером. Принимает участие в общественных молодежных мероприятиях. Мясников неоднократно участвовал в открытых тренировках, а также принимал участие в конкурсе уличных художников, став автором нескольких работ военно-патриотической тематики.

## Статистика ММА
| Боёв 19  | Побед 15 | Поражений 2 |
| -------- | -------- | ----------- |
| Нокаутом | 9        | 1           |
| Сдачей   | 2        | 1           |
| Решением | 4        | 0           |
| Ничьи    | 2        | 2           |

| Результат | Рекорд | Соперник            | Способ                                    | Турнир                                        | Дата             | Раунд | Время | Место                   | Примечание                                   |
| --------- | ------ | ------------------- | ----------------------------------------- | --------------------------------------------- | ---------------- | ----- | ----- | ----------------------- | -------------------------------------------- |
| Победа    | 15-2-2 | Рене Пессоа         | Решением (единогласным)                   | ACA 133: Лима да Сильва - Бимарзаев           | 4 декабря 2021   | 3     | 5:00  | Санкт-Петербург, Россия |                                              |
| Поражение | 14-2-2 | Саламу Абдурахманов | Сабмишном (удушение сзади)                | ACA 102: Туменов - Ушуков                     | 29 ноября 2019   | 2     | 3:24  | Алма-Ата, Казахстан     |                                              |
| Победа    | 14-1-2 | Игорь Свирид        | Решением (единогласным)                   | ACA 94 Krasnodar                              | 30 марта 2019    | 3     | 5:00  | Краснодар, Россия       |                                              |
| Победа    | 13-1-2 | Михаил Рагозин      | Решением (большинством судейских голосов) | M-1 Challenge 94 Ismagulov vs. Damkovsky      | 15 июня 2018     | 3     | 5:00  | Оренбург, Россия        |                                              |
| Победа    | 12-1-2 | Джозеф Хенли        | Техническим нокаутом (удары)              | M-1 Challenge 88 Ismagulov vs. Tutarauli      | 22 февраля 2018  | 1     | 4:41  | Москва, Россия          |                                              |
| Победа    | 11-1-2 | Амилкар Алвес       | Нокаутом (удар)                           | M-1 Challenge 75 Shlemenko vs. Bradley        | 3 марта 2017     | 1     | 2:59  | Москва, Россия          |                                              |
| Ничья     | 10-1-2 | Энок Сольвес Торрес | Ничья                                     | M-1 Challenge 68 — Shlemenko vs. Vasilevsky 2 | 16 июня 2016     | 3     | 5:00  | Санкт-Петербург, Россия |                                              |
| Победа    | 10-1-1 | Вячеслав Богомол    | Удушающий прием                           | M-1 Challenge 64 — Shlemenko vs. Vasilevsky   | 19 февраля 2016  | 2     | 3:27  | Москва, Россия          |                                              |
| Ничья     | 9-1-1  | Кристьян Перак      | Ничья                                     | M-1 Global — M-1 Challenge 56                 | 10 апреля 2015   | 3     | 5:00  | Москва, Россия          | Дебют в среднем весе.                        |
| Поражение | 9-1    | Штефан Пютц         | ТКО (удары руками)                        | M-1 Challenge 54 / ACB 12                     | 17 декабря 2014  | 2     | 3:13  | Санкт-Петербург, Россия | Титульный бой в полутяжёлом весе (до 93 кг). |
| Победа    | 9-0    | Вита Мракота        | ТКО                                       | WHITE REX — WARRIORS SPIRIT 33                | 26 октября 2014  | 1     | 1:22  | Санкт-Петербург, Россия |                                              |
| Победа    | 8-0    | Олег Буйкевич       | ТКО                                       | Rod Fighting — Moscow Calling                 | 14 сентября 2014 | 1     | 1:35  | Москва, Россия          |                                              |
| Победа    | 7-0    | Иван Могутов        | Удушающий прием (сзади)                   | White Rex — Warriors Spirit 32                | 30 августа 2014  | 1     | 0:54  | Екатеринбург, Россия    |                                              |
| Победа    | 6-0    | Лукаш Туречек       | Нокаут                                    | VSR — Overtime 1                              | 27 декабря 2012  | 1     | 0:54  | Москва, Россия          |                                              |
| Победа    | 5-0    | Виктор Матвийчук    | Технический Нокаут (удары)                | ProFC 42 — Oplot                              | 13 октября 2012  | 1     | 0:54  | Харьков, Украина        |                                              |
| Победа    | 4-0    | Владимир Семенов    | Решение (Раздельное)                      | VMC — Voronezh Mixfight Cup                   | 20 января 2012   | 2     | 5:00  | Воронеж, Россия         |                                              |
| Победа    | 3-0    | Владимир Семенов    | Технический Нокаут (удары)                | RadMer 1 — 2 Round                            | 15 августа 2011  | 2     | 2:47  | Стерлитамак, Россия     |                                              |
| Победа    | 2-0    | Салман Каваркнукаев | Технический Нокаут (удары)                | WPFL — World Pan Fighting League              | 30 июля 2011     | 1     | 3:50  | Москва, Россия          |                                              |
| Победа    | 1-0    | Максим Булахтин     | Нокаут                                    | MFT — R.O.D. Team vs. Mixfight Federation     | 7 мая 2011       | 1     | 2:55  | Москва, Россия          |                                              |